# Santana do Riacho
Santana do Riacho es un municipio brasilero del estado de Minas Gerais. Su población estimada en 2004 era de 3.911 habitantes.

## Turismo
Destacan las atracciones del distrito Lapinha de la Sierra, poblado originado en el siglo XVIII y visitado por las cascadas y para la práctica de deportes de aventura.
El Pico del Crucero, con 1.687 metros, es una de las atracciones. Otras atracciones son cascadas las cascadas de Rapel y Paraíso; de la Conversa y Jurutu; del Lageado; del Soberbo, donde hubo extracción de diamantes, y la de las Bicaimas, siendo esta última de propiedad particular.

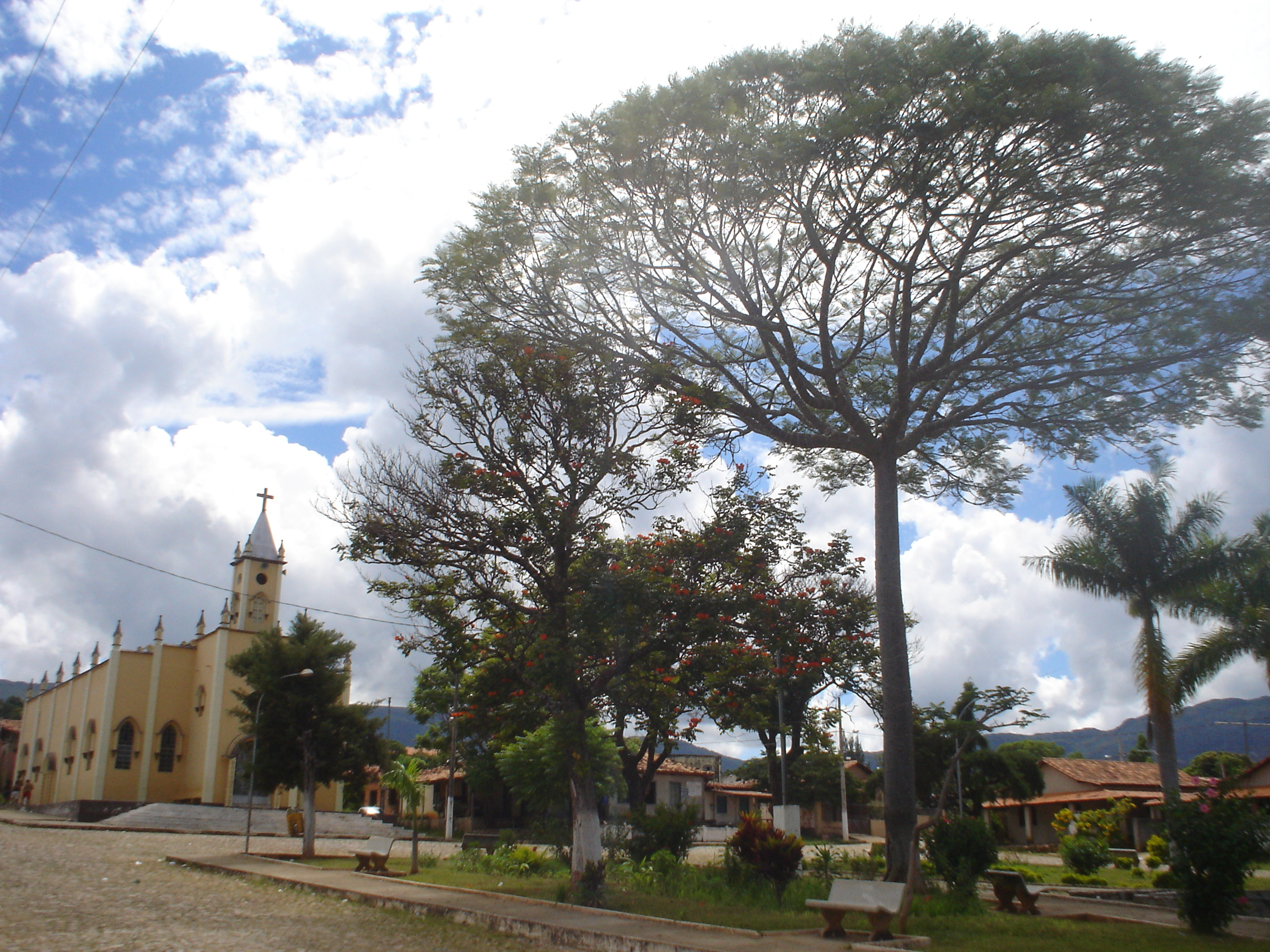
La plaza central
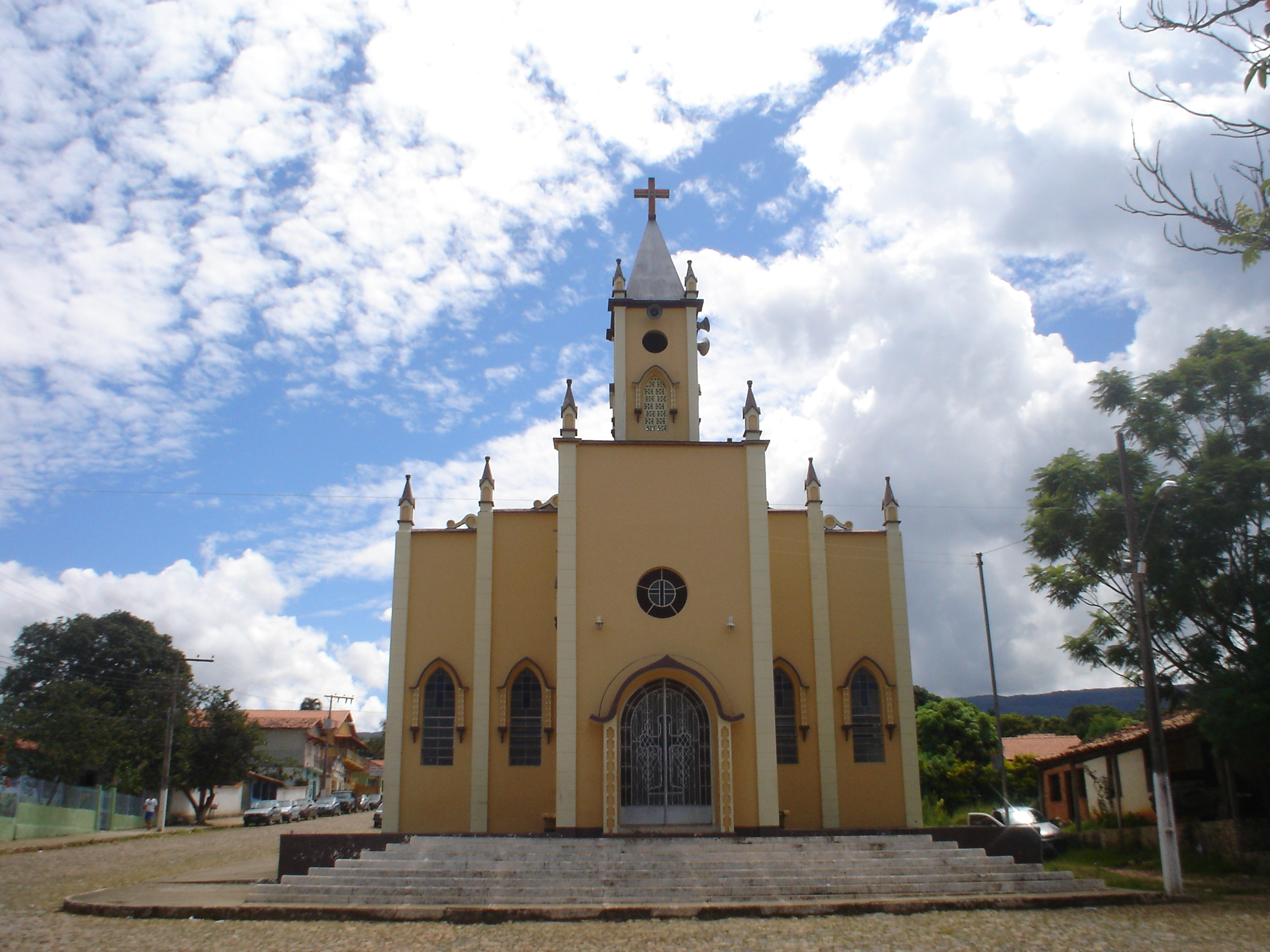
La Iglesia de la ciudad